# Сабель (деревня)
Сабель — деревня в Молоковском районе Тверской области.

## География
Находится в восточной части Тверской области на расстоянии приблизительно 19 км по прямой на юго-запад от районного центра поселка Молоково

## История
Деревня была отмечена еще на карте 1825 года. В 1859 году здесь (тогда деревня Сабля Бежецкого уезда Тверской губернии) был учтен 41 двор. До 2021 года входила в Обросовское сельское поселение до его упразднения.

## Население
Численность населения: 259 человек (1859 год), 10 (русские 100 %) в 2002 году, 0 в 2010.